# Castello di Hautefort
Il   castello di Hautefort è un castello francese, situato nel villaggio di Hautefort in Dordogna. È classificato come monumento storico.

## Storia
Costruito su uno sperone roccioso, domina la città e il villaggio di Hautefort. Edificato sulle fondamenta di un castello più antico, dalla fine del XVI secolo alla fine del XVII, la sua architettura evoca molto i castelli della Loira.
Venne costruito nel XVI secolo sotto la direzione degli architetti Jacques Maigret e Nicolas Rambourg, per la famiglia del marchese de Hautefort, famiglia vicino al re e oberata, presso la Corte Reale Francese,di grandi responsabilità.  Molto popolare tra le popolazioni locali, grazie alla loro generosità verso i poveri. Jacques-François marchese de Hautefort costruirà un ospizio nel villaggio a forma di croce greca, lo stesso stile architettonico del castello, con la sua grande cupola centrale. Durante la Rivoluzione, il castello e la famiglia vennero difesi dagli abitanti di Hautefort. Un esercito convenzionale Excideuil aveva l'intenzione di distruggerla quale simbolo del feudalesimo dell'ancien regime. Gli abitanti del villaggio fusero il loro rame per costruire le armi e salvare dalla distruzione il castello.

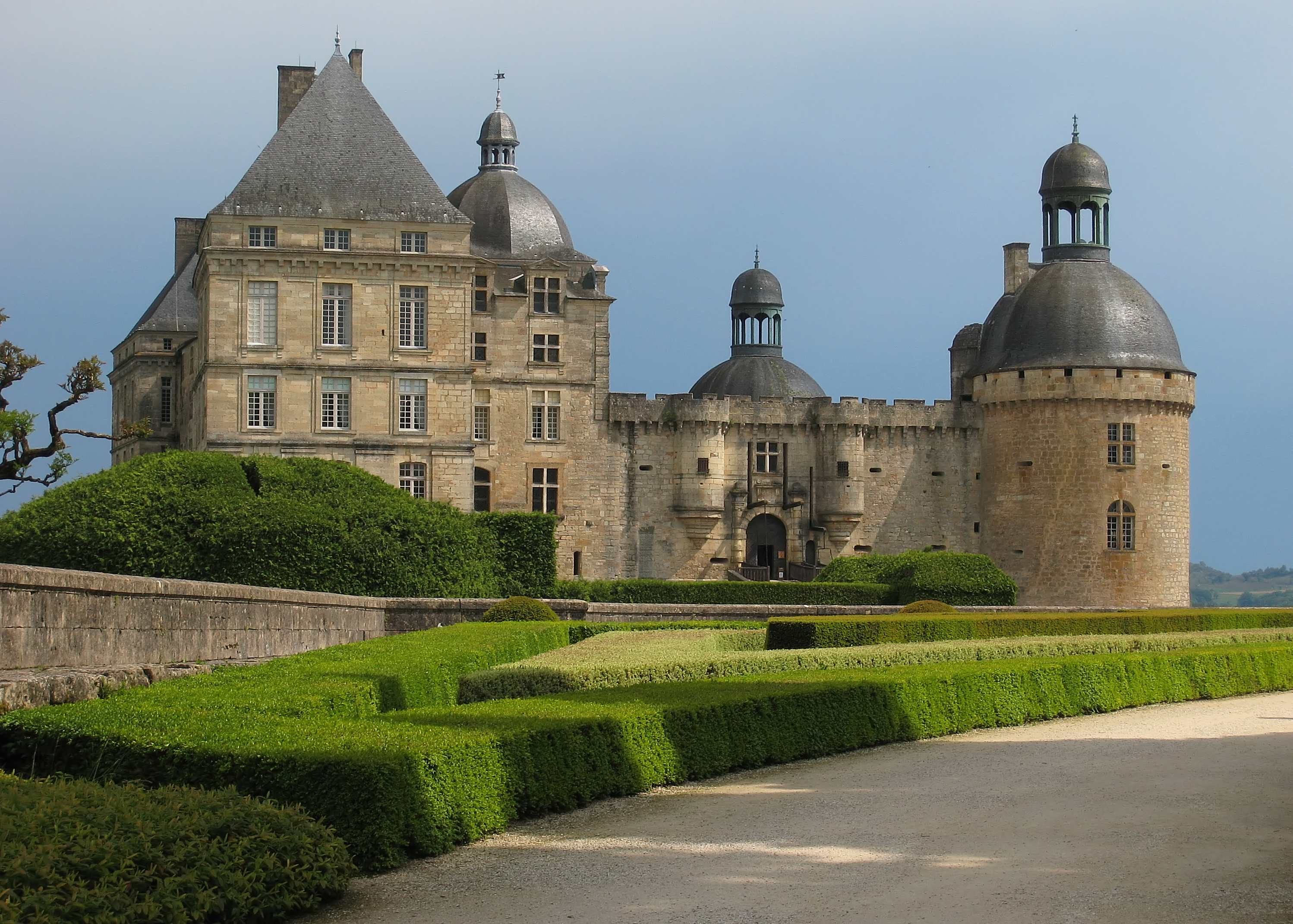

All'inizio del ventesimo secolo, il castello si trovava in pessime condizioni di manutenzione: perse i suoi mobili, tutti i pannelli e i pavimenti in legno fino. Nel 1929, dopo la sua acquisizione da parte dal barone e della baronessa Bastard, venne completamente restaurato e ristrutturato. La Baronessa continuò il lavoro di ristrutturazione, anche dopo la morte del barone avvenuta nel 1957. Nell'agosto 1968, il castello fu distrutto da un incendio. Rimasero solo i ruderi delle mura esterne profondamente carbonizzati. Una effusione nazionale di generosità, e soprattutto quello della popolazione circostante, molto legata al castello, spinse la baronessa ad intraprendere la sua ricostruzione. Sarà ripristinato nuovamente da Madame de Bastard, la quale, fino alla sua morte nel 1999, ha dedicato tutta la sua vita alla conservazione dell'edificio. Impegnerà la sua fortuna personale,  vendererà le sue opere per raccogliere fondi per la sua ricostruzione. Le facciate e le strutture vennero ricostruiti,  i soffitti, e le parti decorative restaurati e restituiti ai fasti precedenti. Ora il castello è completamente ristrutturato. La baronessa Bastard vi si stabilì nel 1977 e lo aprì alle visite. Nel 1984 la baronessa creò la "Fondazione del castello di Hautefort", alla quale donò il castello, gli arredamenti, e il suo vasto giardino. la parte interna di cui non è aperta ai visitatori è ancora in fase di restauro.  I giardini alla francese del castello, restaurati dal barone e la baronessa de Bastard, si estendono attorno alla terrazza del castello. Si tratta di monumenti storici. Un parco inglese si estende per 30 ettari sulla collina ad ovest del castello.

## Riconoscimento di storicità
Le facciate, i tetti, le terrazze, i fossati con le loro pareti dello scantinato, lo scalone al piano terra della galleria, la sala al primo piano e il salotto attiguo alla cappella, sono riconosciuti come monumenti storici, con ordinanza del 31 ottobre nel 1958.Le terrazze ed i giardini che circondano il castello sono classificati invece per l'ordinanza del 31 dicembre 1967.